# Димитър Гонов
Димитър Петров Гонов е български писател, поет и драматург.

## Биография
Роден е в 1933 година в Петрич. Завършва българска филология в Софийския университет. Работи като учител, редактор в Радио София, драматург и става главен редактор на списание „Художествена самодейност“. Гонов е автор на множество пиеси, стихове, книги и на либретото на операта „Езичници“. В 2004 година спечелва националната награда „Николай Хайтов“ с романа си „Махалото“. Носител е на много национални и регионални отличия за белетристика и драматургия. Някои от произведенията на Гонов са преведени на английски, руски и чешки език. Творбите на Гонов са с висока художествена стойност и увличат със своята своеобразна конструкция.
Димитър Гонов е почетен гражданин на Петрич. Член е на Съюза на българските писатели и на Съюза на българските журналисти.
Умира на 8 юни 2017 година в София.